# Achental
Het Achental is een zijdal van het Unterinntal in de Oostenrijkse deelstaat Tirol. Het dal splitst zich bij Jenbach af uit het Inndal en verloopt dan in noordwestelijke richting tot vlak bij de Achenpas op de grens met het Duitse Beieren.
In het Achental is het Achenmeer met zijn toevoerende rivieren als de Oberaubach en de Unteraubach gelegen. Vlak bij de Achenpas ontspringt de Ache, die ook wel Seeache wordt genoemd. Het dal wordt ingesloten door het Karwendelgebergte in het westen en het Rofangebergte (Brandenberger Alpen) in het oosten. 
Door het dal loopt de Achenseestraße (B181) die voert door de gemeenten Achenkirch en Eben am Achensee. Ook de Achenseespoorlijn loopt door het dal.

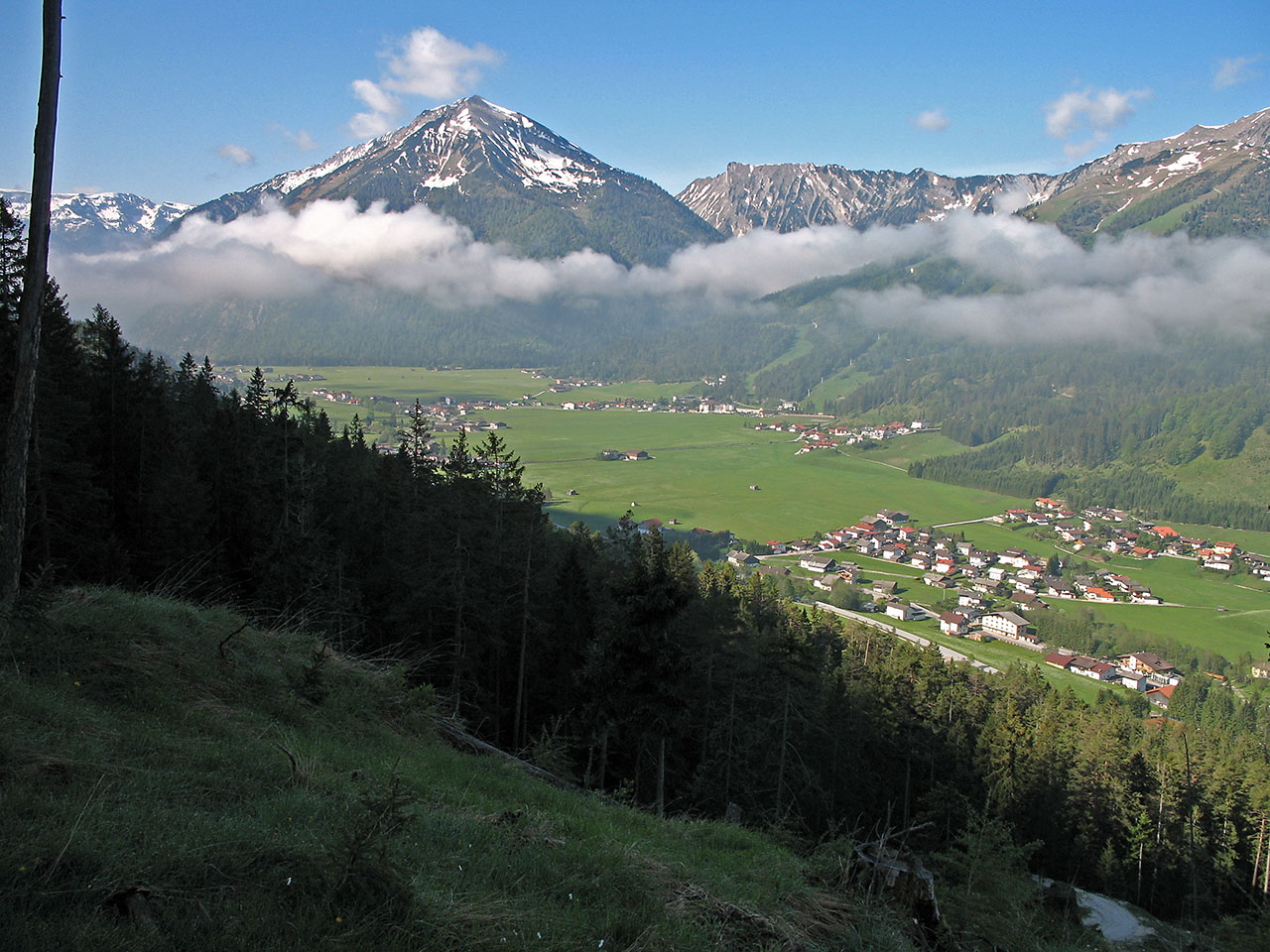